# Kennisbank Filosofie in Nederland
De Kennisbank Filosofie in Nederland (KFN) was een database waarin verschillende soorten gegevens met betrekking tot de Nederlandse filosofie konden worden geïntegreerd.
De database bevatte een 35.000 records tellende bibliografie van filosofische publicaties in Nederland en Vlaanderen, van de Middeleeuwen tot nu toe. Hiervan maakte het vierdelige gedrukte naslagwerk Poortmans Bibliografie der Nederlandse Filosofie (1949-1983) deel uit.
Daarnaast was er een structuur ontworpen voor biografische gegevens, gegevens over filosofische verenigingen, archieven en bibliotheken, onderwijsinstellingen en cursussen. Tijdschriften konden over enige tijd op jaargang en aflevering gepresenteerd worden. Bezoekers konden ook zelf gegevens aanleveren via de hiertoe bestemde webformulieren. Op 3 december 2018 is de Koninklijke Bibliotheek gestopt met het aanbieden van de website.